# كأس البوسنة والهرسك 1995–96
كأس البوسنة والهرسك 1995–96 هو الموسم 2 من كأس البوسنة والهرسك. أشرف على تنظيمه اتحاد البوسنة والهرسك لكرة القدم، وفاز فيه نادي سيليك زينيكا.